# Michael DeLuise
Pour les articles homonymes, voir DeLuise.
Michael DeLuise est un acteur, réalisateur, producteur et monteur américain né le 4 août 1969 à Los Angeles, Californie (États-Unis). Ses deux frères, Peter et David, ainsi que son père Dom sont également acteurs.

## Filmographie

### comme acteur

#### Cinéma
- 1979 : Les Fourgueurs (en) (Hot Stuff) de Dom DeLuise : Boy with Fish
- 1991 : Little Secrets de Mark Sobel  : Pizza Delivery Boy
- 1992 : Wayne's World de Penelope Spheeris : Alan
- 1992 : California Man (Encino Man) de Les Mayfield : Matt Wilson
- 1993 : Midnight Edition d'Howard Libov  : Darryl Weston
- 1993 : L'Homme sans visage (The Man Without a Face) de Mel Gibson : Douglas Hall, Gloria's Boyfriend
- 1996 : The Shot : Bob Mann
- 2001 : Dischord de Mark Wilkinson : Billy Dunbarton
- 2002 : Le Maître du déguisement (The Master of Disguise) de Perry Andelin Blake : Businessman
- 2003 : Un couple d'enfer (Between the Sheets) de lui-même : The Real Director!
- 2005 : Comedy Hell de Scott LaRose
- 2007 : He Was a Quiet Man de Frank Cappello : inspecteur Sorenson

#### Télévision

##### Téléfilms
- 1983 : Happy
- 1989 : Class Cruise (en) : Boz Crenshaw
- 1990 : Sunset Beat (en) : Tim Kelly
- 1993 : Rio Shannon : Patrick Cleary
- 1997 : Boys Will Be Boys : Skip Larue
- 1999 : Hard Time: The Premonition : Dee
- 2003 : The Dan Show : Patrick Kennedy
- 2005 : Bloodsuckers de Matthew Hastings : Gilles

##### Séries télévisées
- 1986 : One Big Family : Brian Hatton
- 1989 : One of the Boys (en) : Luke Lukowski
- 1990 : 21 Jump Street : Joey Penhall
- 1994 - 1996 : SeaQuest, police des mers (SeaQuest DSV) : Tony Piccolo
- 1997 : Brooklyn South : Officier Phil Roussakoff
- 2001 : Stargate SG-1 : Nick Marlowe/Colonel Danning
- 2003 - 2006 : Gilmore Girls : T.J.
- 2004 : Lost : Les Disparus (saison 1, épisode 8) : David
- 2005 : Las Vegas
- 2005 : Les Experts : Manhattan (CSI: NY) (saison 1, épisode 13) : Sonny Sassone

### comme réalisateur
- 1992 : Stringer
- 1992 : Almost Pregnant
- 2003 : Un couple d'enfer (Between the Sheets)

### comme producteur
- 2003 : Un couple d'enfer (Between the Sheets)

### comme monteur
- 2003 : Un couple d'enfer (Between the Sheets)